# Олійник Микола Олександрович
Олійник Микола Олександрович (15 грудня 1935 — 10 січня 2025) — радянський і український спортивний і педагогічний діяч, вчений в галузі історії та управління фізичною культурою і спортом в Україні, доцент (1991 р.), кандидат наук з фізичного виховання і спорту (2001 р.), професор (2003 р.), суддя Всесоюзної категорії з легкої атлетики (1991 р.), заслужений працівник фізичної культури і спорту України (1997 р.), член — кореспондент (2005 р.), академік Української академії наук (2009 р.), почесний професор Харківського державного технічного університету сільського господарства (2000 р.).

## Біографія
1953—1957 рр. — служба в танковій дивізії РА, сержант, заступник командира взводу
1957—1958 рр. — студент Черкаського державного педагогічного інституту
1958—1961 рр. — студент Харківського державного педагогічного інституту фізичного виховання ім. Г. С. Сковороди
1961—1964 рр. — викладач кафедри легкої атлетики Харківського державного педагогічного інституту ім. Г.С.Сковороди
1964—1985 рр. — старший викладач кафедри фізичного виховання Харківського політехнічного інституту
1985—1986 рр. — викладач-тренер Харківської обласної школи-інтернату спортивного профілю
1986—1989 рр.- старший викладач, заступник декана Харківського спортивного факультету Київського державного інституту фізичної культури
1989—1990 рр.- проректор зі спорту Харківського державного інституту фізичної культури (ХаГІФК)
1990—1995 р.р.- голова комітету у справах молоді і спорту Харківського облвиконкому
1995—2012 р.р. — ректор ХаГІФК, а з 2001 р. — ректор Харківської державної академії фізичної культури (ХГАФК)
2012—2013 рр. — професор кафедри легкої атлетики ХГАФК
2014 р. — директор спортивних споруд Харківського національного педагогічного університету ім. Г. С. Сковороди

## Урядові та відомчі нагороди
Медаль «Ветеран праці» (1989 р.)
Суддя Всесоюзної категорії з легкої атлетики (1991 р.)
Заслужений працівник фізичної культури і спорту України (1997 р.)
Почесна Грамота Кабінету Міністрів України (2003, 2005, 2009 рр.)
Почесна Грамота Верховної Ради України (2005 р.)
Грамота НОК України (2005 р.)
Грамота Міністерства у справах молоді та спорту «За активну громадську діяльність» (2005 р.)
Нагрудний знак «Петра Могили» МОН України (2007 р.)
Грамота Комітету з фізичного виховання та спорту МОН України (2008 р.)

## Вчені звання і ступінь
- Присвоєно вчене звання доцента (1991 р.)
- Присвоєно вчений ступінь кандидата наук з фізичного виховання і спорту. Тема дисертації «Теоретичні та методичні засади управління фізичною культурою і спортом в Україні» (2000 р.)
- Присвоєно вчене звання професора (2003 р.)
- Член — кореспондент Української академії наук (2005 р.)
- Академік Української академії наук (2009 р.)

## Нагороди громадських організацій та органів місцевого самоврядування
- Срібна медаль «Незалежність України» Міжнародного академічного рейтингу популярності «Золота фортуна» (2004 р.)
- Медаль «За видатні досягнення в прогресі суспільства» Української академії наук (2005 р.)
- Медаль «За заслуги» Федерації футболу України (2005 р.)
- Медаль «Ділова людина України» (2007 р.)
- Орден «За творчі здобутки» першого ступеня Української академії наук (2010 р.)

## Подяки
- Харківської обласної державної адміністрації (1999)
- Харківської обласної адміністрації та обласної Ради (2000, 2002 р.р.)
- Харківської районної державної адміністрації та районної Ради (2005 р.)
- Нагрудний знак «За заслуги» Балаклійської районної адміністрації (2005 р.)

## Почесні знаки
- Харківського міського голови «За старанність» (2004, 2005 рр.)
- Харківської обласної Ради «Слобожанська слава» (2006 р.)
- Міжнародного громадського фонду імені полководця Г. К. Жукова «За мужність і любов до Вітчизни» (1941—1945 рр.) (2003 р.)
- Харківської обласної федерації футболу (2005 р.)
- Президії ХОО ФСТ «Динамо» «За заслуги» (2005, 2009 рр.)
- ХДАФК «За заслуги» (2005 р.)

## Основні публікації
- Олейник Н. А., Грот Ю. И. История физической культуры и спорта на Харьковщине (люди, годы, факты). 1874—1950 / Н. А. Олейник, Ю. И. Грот. — Х. : ХДАФК, 2002. — 375 с. : ил.
- Олейник Н. А., Грот Ю. И. История физической культуры и спорта на Харьковщине (люди, годы, факты). Т. 2. 1951—1974. / Н. Олейник, Ю.Грот; Харьк. гос. акад. физ. культуры. — Х. : Прапор, 2005. — 447 с. : ил.
- Олейник Н. А., Грот Ю. И. История физической культуры и спорта на Харьковщине (люди, год, факты). Т. 3. 1975—1992 гг. — Харьков: Прапор, 2009. — 448 с.
- Олейник Н. А., Грот Ю. И. История физической культуры и спорта на Харьковшине. Т. 4. 1993—2011 гг. — Харьков: Золотые страницы, 2012. — 332 с.
- Олійник М. О., Скрипник А. П. Правові основи організації та управління фізичною культурою, спортом і туризмом в Україні. Навчальний посібник. — Вид. 3-є, перероблене та доповнене. — Харків: ХаДІФК, 2000. — 292 с.
- Олейник Н. А. Единожды избранный путь: автобиогр. зарисовки / Николай Александрович Олейник. — Харьков: Золотые страницы, 2010. -112 с.